# زبان باسایوگی
زبان باسایوگی [Basa Ugi] Error: {{Lang}}: متن دارای نشانه‌گذاری ایتالیک است (راهنما) زبانی است که حدود ۴ میلیون نفر گوینده دارد. این زبان در جنوب سولاوسی اندونزی متمرکز است. زبان بوگینس بیشتر در سولاوسی جنوبی, اندونزی رایج است اما گروه‌هایی در جاوه، ساماریندا، سوماترا، صباح، شبه‌جزیره مالایا، مالزی و فیلیپین نیز بدان صحبت می‌کنند.